# Marie-Louise Skålberg
Marie-Louise Skålberg, född 20 januari 1982, är en fotbollsspelare från Sverige (försvarare) som spelar i Linköpings FC sedan säsongen 2006.